# Head Crusher
Head Crusher — первый сингл американской треш-метал-группы Megadeth с двенадцатого студийного альбома Endgame. Сингл выпущен 7 июля 2009 года и был доступен для скачивания на официальном сайте Roadrunner Records в течение суток . 3 декабря этого же года стало известно, что «Head Crusher» номинируется на «Лучшее метал-исполнение» 52-й церемонии «Грэмми», которая прошла 31 января 2010 года . Однако в очередной раз группа не завоевала эту престижную награду.

## Тематика лирики
Эта песня о средневековом устройстве для пыток с тем же названием.

## Музыкальное видео
Клип на песню был выпущен в сентябре 2009 года. Существуют две версии видео: с цензурой и без.

## Участники
- Дэйв Мастейн — гитара, вокал
- Крис Бродерик — гитара, бэк-вокал
- Джеймс Ломенцо — бас-гитара, бэк-вокал
- Шон Дровер — ударные
- Музыка — Мастейн, Дровер[5]
- Лирика — Мастейн[5]